# Ла-Тур-дю-Криё
Ла-Тур-дю-Криё́ (фр. La Tour-du-Crieu) — коммуна во Франции, находится в регионе Юг — Пиренеи. Департамент коммуны — Арьеж. Входит в состав кантона Восточный Памье. Округ коммуны — Памье.
Код INSEE коммуны — 09312.

## Население
Население коммуны на 2008 год составляло 2457 человек.
| 1962 | 1968 | 1975 | 1982 | 1990 | 1999 | 2008 |
| ---- | ---- | ---- | ---- | ---- | ---- | ---- |
| 616  | 745  | 1162 | 1640 | 2011 | 1978 | 2457 |

## Экономика
В 2007 году среди 1459 человек в трудоспособном возрасте (15—64 лет) 1024 были экономически активными, 435 — неактивными (показатель активности — 70,2 %, в 1999 году было 67,5 %). Из 1024 активных работали 933 человека (477 мужчин и 456 женщин), безработных было 91 (30 мужчин и 61 женщина). Среди 435 неактивных 104 человека были учениками или студентами, 197 — пенсионерами, 134 были неактивными по другим причинам.

## Достопримечательности
- Церковь св. Павла, восстановленная в XVII веке
- Часовня, построенная между 1854 и 1864 годами и восстановленная в 1958 году
- Замок Бонрепо XVIII века

## Фотогалерея

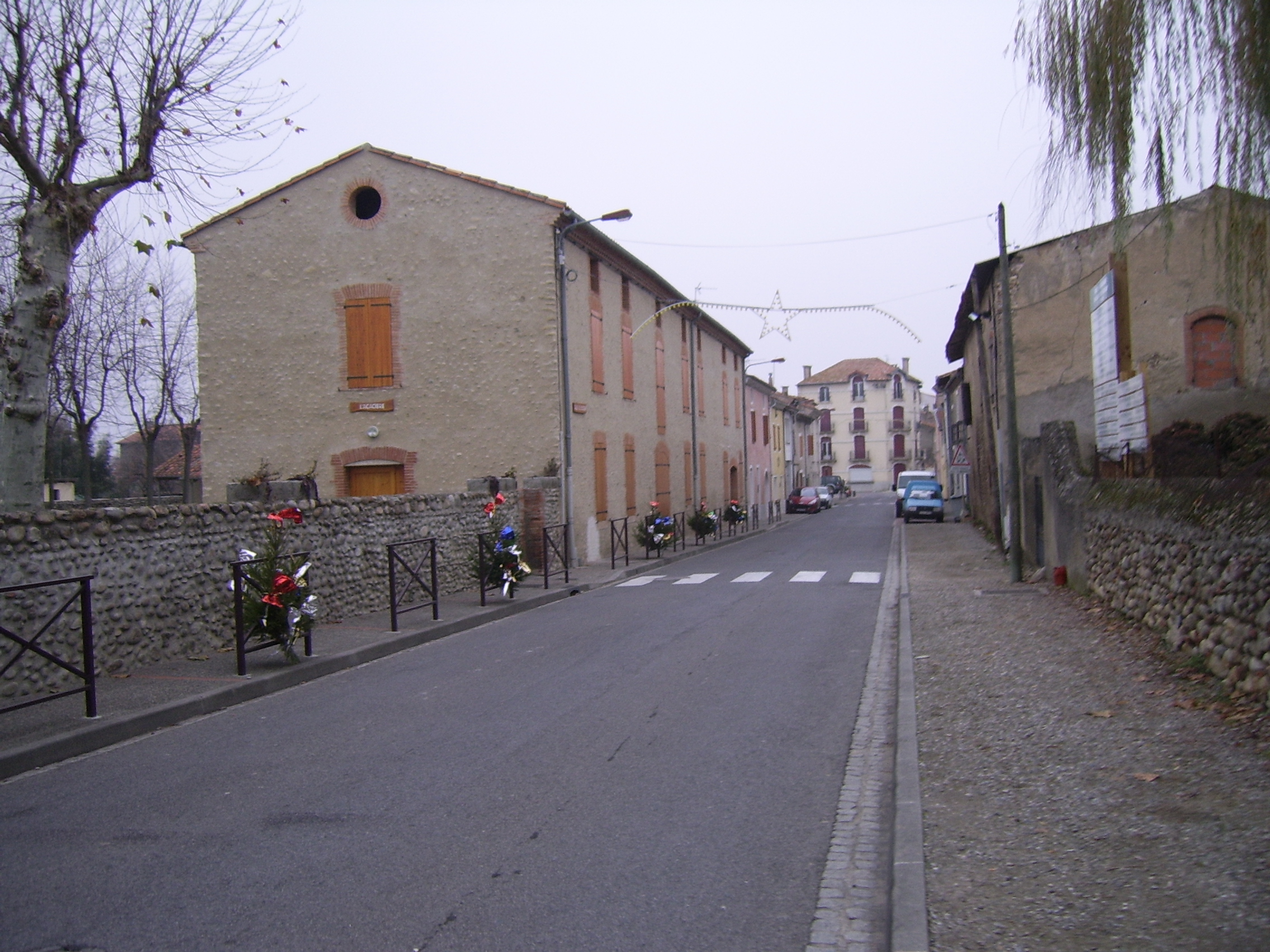
Авеню дю Пал (25—26 декабря 2006)
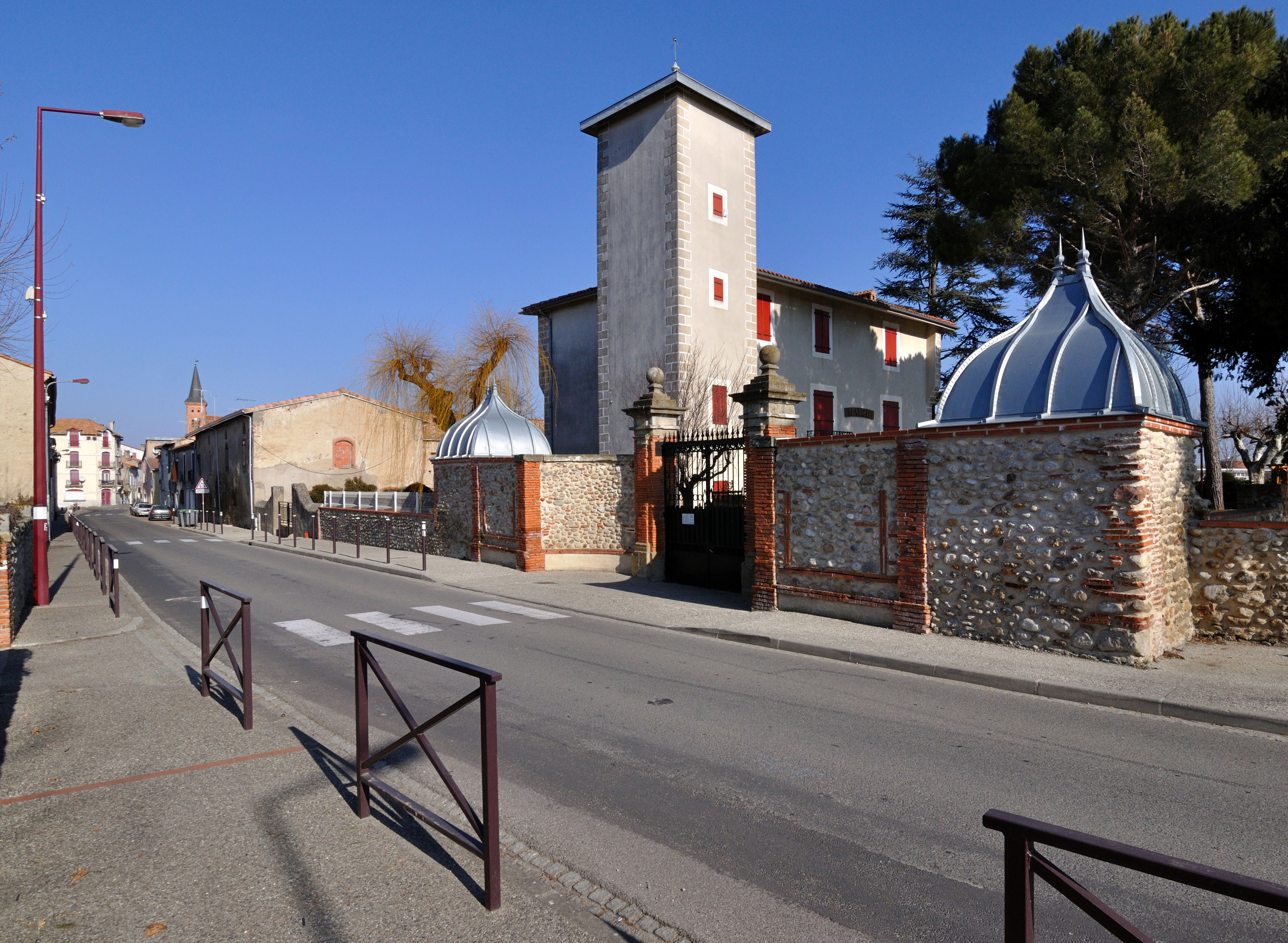
Мэрия и церковь (авеню дю Пал)
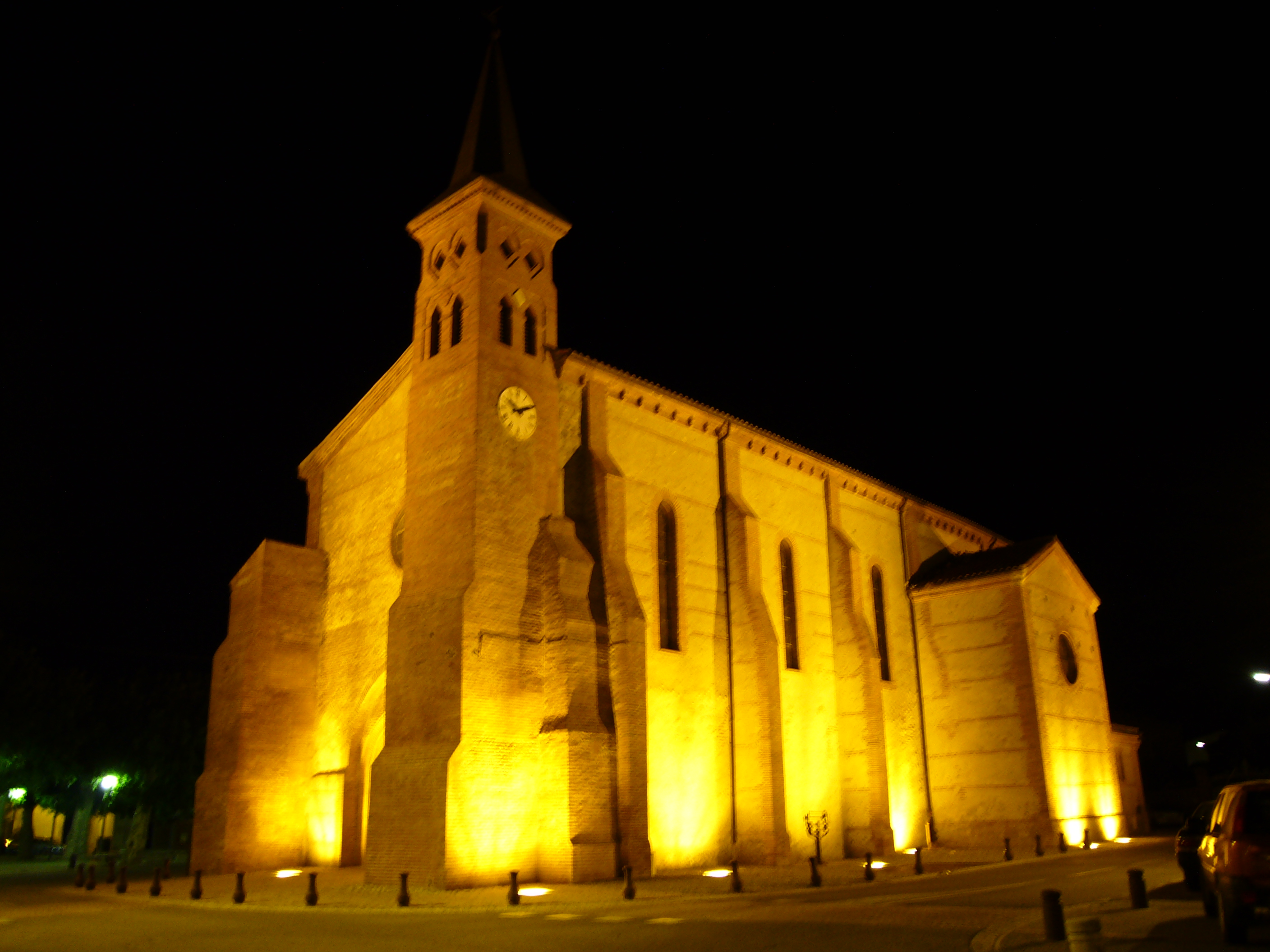
Церковь